# Association française de réalité virtuelle
L'Association française de réalité virtuelle, augmentée, mixte et d'interaction 3D (AFRV) a vu le jour en novembre 2005.
Fondée par une douzaine de chercheurs et de cadres de l'industrie, cette association loi de 1901 entend fédérer la communauté française, académique et industrielle, autour de ces thèmes. Elle a pour vocation de :
- promouvoir et favoriser le développement de la réalité virtuelle, de la réalité augmentée, de la réalité mixte et de l’interaction 3D dans tous leurs aspects : enseignement, recherche, études, développements et applications ;
- procurer un moyen de communication entre les personnes intéressées par ce domaine ;
- faire reconnaître cette communauté par les institutions françaises, européennes et internationales.

## Journées de l'AFRV
Les journées de l'AFRV sont les journées annuelles de l'Association française de réalité virtuelle, augmentée, mixte et d'interaction 3D (AFRV).
Elles constituent une des activités majeures de l'association et ont pour vocation de réunir les différents acteurs des domaines de la réalité virtuelle, augmentée, mixte et de l’interaction 3D issus des milieux industriel et académique : chercheurs, développeurs, fournisseurs de solutions, utilisateurs, étudiants,… ou néophytes intéressé par ces nouvelles technologies.

### Historique des journées de l'AFRV
Les journées sont organisées chaque année dans un lieu différent.
- Les premières journées de l'AFRV ont eu lieu à l'INRIA Rocquencourt les 12 et 13 novembre 2006.
- Les deuxièmes journées de l'AFRV ont été organisées à Marseille les 25 et 26 octobre 2007 par le laboratoire Mouvement & Perception.
- Les troisièmes journées de l'AFRV ont été organisées par le LaBRI à Bordeaux les 30 et 31 octobre 2008 (juste après la conférence ACM VRST 2008).
- Les quatrièmes journées de l'AFRV ont été organisées à Lyon du 9 au 11 décembre 2009, juste après JVRC 2009.
- Les cinquièmes journées de l'AFRV ont été organisées à l'Universite de Paris Sud à Orsay du 6 au 8 décembre 2010.
- Les sixièmes journées de l'AFRV ont été organisées à l'ESTIA de Biarritz du 10 au 14 octobre 2011.
- Les septièmes journées de l'AFRV ont été organisées à Strasbourg du 29 au 31 octobre 2012.
- Les huitièmes journées de l'AFRV ont été organisées à Laval du 28 au 30 octobre 2013.
- Les neuvièmes journées de l'AFRV ont été organisées au Centre des Congrès de Reims du 26 au 28 novembre 2014.
- Les dixièmes journées de l'AFRV ont été organisées à Bordeaux du 28 au 30 octobre 2015.